# 长茎沿阶草
长茎沿阶草（学名：Ophiopogon chingii），为百合科沿阶草属下的一个植物种。